# Три брата (фильм, 1995)
«Три брата» (хинди त्रिमू्र्ति, Trimurti) — индийский фильм, снятый режиссёром Мукулом Анандом и вышедший в прокат 22 декабря 1995 года. Главные роли исполнили Анил Капур, Джекки Шрофф и Шахрукх Кхан. Картина не имела успеха в прокате, несмотря на то, что за первую неделю заработала рекордные 3,5 крора. Является последним законченным фильмом режиссера Мукула Ананда, который скончался во время съёмок фильма Dus, отсняв всего 40 процентов материала.

## Сюжет
Сатьядеви Сингх, честный офицер полиции и мать двоих сыновей Шакти и Ананда, попадает в тюрьму на долгие годы по ложному обвинению в убийстве. Там она рожает своего третьего сына Роми. Желая для него достойного будущего, женщина отдает его на попечение старшим сыновьям. Однако взгляды на жизнь у братьев расходятся. Шакти хочет воспитать брата честным человеком, в то время как Ананд считает, что выжить можно только с помощью воровства и мошенничества. После ссоры с братом он уходит из дома. Много лет спустя судьба вновь сводит трех братьев…

## В ролях
- Анил Капур — Ананд Сингх
- Джекки Шрофф — Шакти Сингх
- Шахрукх Кхан — Роми Сингх
- Саид Джаффри — Бханувала, брат Сатьядеви
- Прия Тендулкар — Сатьядеви Сингх, мать Шакти, Ананда и Роми
- Мохан Агаше — Кхокха Сингх
- Тинну Ананд — Химмант Сингх
- Химани Шивпури — Джанки Сингх
- Гаутами Тадималла — Джоти
- Анджали Джатхар — Радха Чаудхари

## Песни
| №  | Название             | Исполнители                            | Длительность |
| -- | -------------------- | -------------------------------------- | ------------ |
| 1. | «Very Good Very Bad» | Винод Ратход, Удит Нараян              | 6:23         |
| 2. | «Very Good Very Bad» | без вокала                             | 6:23         |
| 3. | «Sadiyan Saal»       | Удит Нараян, Алка Ягник                | 8:09         |
| 4. | «Mujhe Pyar Karo»    | Винод Ратход, Манхар Удхас, Алка Ягник | 7:21         |
| 5. | «Mujhe Pyar Karo»    | без вокала                             | 7:20         |
| 6. | «Mata Mata»          | Винод Ратход, Кавита Кришнамурти       | 7:39         |
| 7. | «Bol Bol Bol»        | Удит Нараян, Судеш Бхонсле, Ила Арун   | 7:55         |
| 8. | «Ae Ri Sakhi»        | Кавита Кришнамурти                     | 5:28         |

## Награды и номинации
- номинация Filmfare Award за лучшую мужскую роль второго плана — Анил Капур[2]
- номинация Filmfare Award за лучшее исполнение отрицательной роли — Мохан Агаше[2]